# Dicranomyia (Peripheroptera) cynara
Dicranomyia (Peripheroptera) cynara is een tweevleugelige uit de familie steltmuggen (Limoniidae). De soort komt voor in het Neotropisch gebied.